# Adam Weishaupt
Adam Weishaupt (Ingolstadt, 6 de fevereiro de 1748 – Gota, 18 de novembro de 1830), foi um professor de Direito Canónico na Universidade de Ingolstadt, famoso por fundar a "Ordem dos Perfeitos" mais conhecida como Illuminati. Ensinava que existia uma iluminação racional, fora e acima da fé, acessível a qualquer pessoa, e poderia levar a uma maior perfeição.

## Biografia
Adam Weishaupt nasceu em 6 de fevereiro de 1748 em Ingolstadt no condado da Baviera. Seu pai era Johann Georg Weishaupt (1717-1753) que morreu quando ele tinha cinco anos de idade. Após a morte de seu pai, ele ficou sob a tutela de seu padrinho, Johann Adam Freiherr von Ickstatt que, como seu pai, era um professor de direito na Universidade de Ingolstadt, diretor de um colégio jesuíta e membro do Conselho Privado.
Ickstatt era um defensor da filosofia de Christian Wolff e do Iluminismo, e influenciou o jovem Weishaupt com o seu racionalismo. Weishaupt começou sua educação formal na idade de sete anos em uma escola jesuíta. Estudou direito, economia, política, história e correntes como o gnosticismo e a filosofia da Maçonaria recente. Mais tarde, se matriculou na Universidade de Ingolstadt e formou-se em 1768 aos 20 anos de idade com um doutorado de direito. Alguns autores defendem que no ano de 1771 conheceu um comerciante dinamarquês chamado Franz Kolmer, que o introduziu às práticas mágicas do Egito com areia e as doutrinas maniqueístas anti-religiosas, provocando na mente do jovem Weishaupt um espírito anarquista e de pouca tolerância para a religião.
Em 1772, se tornou professor de direito civil e canônico na Universidade de Ingolstadt. Muito rapidamente a concepção liberal de Weishaupt entrou em conflito com os jesuítas, no entanto, pela dissolução da Companhia de Jesus pelo Papa Clemente XIV em 1773, Weishaupt se tornou reitor da Faculdade de Direito da Universidade, uma posição que era realizada exclusivamente pelos jesuítas até aquele momento. No ano seguinte, casou-se com Afra Sausenhofer de Eichstätt sem a aprovação de Ickstadt.
Em 1775, Weishaupt foi apresentado a filosofia empírica de Johann Georg Heinrich Feder da Universidade de Göttingen. Ambos Feder e Weishaupt se tornariam mais tarde os adversários do idealismo kantiano.

### Fundador dos Illuminati
Ao mesmo tempo, porém, quando não estava a fim de fazer o jogo e abusar das sociedades secretas, eu planejava fazer uso dessa mania humana para um objetivo real e digno, para o benefício das pessoas. Eu queria fazer o que os chefes das autoridades eclesiásticas e seculares deveriam ter feito, em virtude de seus cargos …
Decidido a fundar sua própria ordem, em 1 de maio de 1776, Weishaupt a nomeou a "Ordem dos Perfectibilistas" adotando o codinome de "Irmão Spartacus", alegando ser um libertador da consciência humana, arrebatando o homem de dogmas e religiões que os escravizavam. Embora a Ordem não fosse igualitária ou democrática, sua missão era a abolição de todos os governos monárquicos e religiões de Estado na Europa e suas colônias.
A associação era uma rede bem elaborada de espiões e contra espiões. Cada célula isolada de iniciados relatava a um superior, a quem não conhecia, uma estrutura partidária que foi efetivamente adotada por alguns grupos posteriormente. Ele escreveu:
Eu não trouxe o deísmo a Bavaria mais do que em Roma. Achei isso aqui, em grande vigor, mais abundante do que em qualquer dos estados vizinhos protestantes. Tenho orgulho de ser conhecido pelo mundo como o fundador dos Illuminati. (sem fonte comprobatória)
Decepcionado com os poucos membros com que contava sua ordem, procurou a ajuda de um de seus seguidores, o barão protestante Adolph von Knigge (Philos), que deu um impulso para a sociedade, vindo a criar lojas na Alemanha, França, Áustria, Itália, Suíça e Rússia.
Weishaupt foi iniciado na Loja Maçônica Theodor zum guten Rath, em Munique em 1777. Seu projeto como iniciado era de iluminação, iluminando a compreensão pelo sol da razão, que irá dissipar as nuvens da superstição e do preconceito. Assim era sua reforma desejada. Logo tinha desenvolvido mistérios gnósticos de sua autoria, com o objetivo de "aperfeiçoamento" da natureza humana através da reeducação para conseguir um estado comunal com a natureza, liberto de governo e das religiões organizadas. Ele começou a trabalhar para integrar seu sistema de Iluminismo com a Maçonaria.
Suas preocupações ideológicas o levaram a aderir à Maçonaria, na tentativa de usa-la para seus fins. Basicamente, seus fins eram transformar a Maçonaria em algo além do que simples encontros sociais. O racionalismo radical de Weishaupt e seu vocabulário não era susceptível de ter êxito naquele momento. Escritos que foram interceptados em 1784, foram interpretados como sedicioso, e a sociedade foi proibida pelo governo de Karl Theodor, Eleitor da Baviera, em 1784.
Em 22 de junho de 1784, as autoridades políticas e religiosas da Baviera, deram ordens para perseguir os membros dos Illuminati. Desbaratada sua sociedade, Weishaupt e sua família fugiram para Gota, na Saxónia. Foram perseguidos já que foi encontrada uma documentação na casa de Weishaupt que planejava dominar todas as facetas da Maçonaria, para derrubar as monarquias da Europa e destruir a Igreja Católica com os mesmos métodos usados pelos jesuítas para se defender dos protestantes.

### Exílio
Recebeu o apoio do duque Ernesto II de Saxe-Gota-Altemburgo (1745-1804), e viveu em Gota escrevendo uma série de obras sobre o Iluminismo, incluindo Um histórico completo da perseguição dos Illuminati da Baviera (1785), Uma imagem do Iluminismo (1786), Um pedido de desculpas para os Illuminati (1786), e Sistema melhorado de Luzes (1787). Adam Weishaupt morreu em Gota em 18 de Novembro de 1830, renegando sua fé católica em seu leito de morte.

## Legado em sociedades secretas

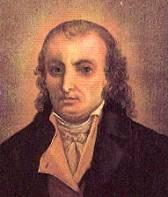
Adam Weishaupt.

Provavelmente a figura de Adam Weishaupt esta junto com as de Hiram Abiff e de Jacques DeMolay (famoso mártir da Ordem dos Cavaleiros Templários), uma das três mais representativas na história das sociedades secretas.
Adam Weishaupt foi um dos primeiros maçons a abordar questões religiosas e políticas dentro das lojas, razão lhe rendeu muitos inimigos dentro da Maçonaria, incluindo os mais altos organismos internacionais maçônicos de então. Talvez esse fato seja a causa de que seu nome não aparecer na lista das grandes celebridades que fizeram parte desta sociedade. Mas sempre tendo ao seu lado seu melhor amigo e também membro maçon do 33º grau, Domenico Bernardo Zilotti.
Weishaupt é visto de diferentes perspectivas pelos historiadores, alguns argumentam que  era uma pessoa obstinada que carecia de faculdades mentais, outros que criou sua sociedade para salvar a sua cadeira, enquanto alguns vêem como uma pessoa que amava os jesuítas e queria que a sobrevivência destes pelos Illuminati. No entanto, é considerado por muitos, com ou sem razão, como um dos fundadores da conspiração maçônica que lançou as bases dos movimentos políticos que levaram à origem da independência dos Estados Unidos, a Revolução Francesa e a emancipação em muitas colônias europeias. Da mesma forma, Weishaupt é considerado como um dos maiores expoentes do ateísmo, e, de acordo com o escritor John Robinson, como o autor da maior conspiração de todos os tempos.

## Obras
Sobre os Illuminatis
- (1786) Apologie der Illuminaten, ISBN 978-3-7448-1853-7.
- (1786) Vollständige Geschichte der Verfolgung der Illuminaten en Bayern.
- (1786) Schilderung der Illuminaten.
- (1787) Einleitung-zumeiner Apologie.
- (1787) [Einige Originalschriften des Illuminatenordens …
- (1787) [ Nachtrage von weitern Originalschriften Google Books
- (1787) Kurze Rechtfertigung-meiner Absichten.
- (1787) Nachtrag zur Rechtfertigung-meiner Absichten.
- (1787) la des Übels de Apologie tiu de des Mißvergnügens und.
- (1787) Das Verbesserte System der Illuminaten.
- (1788) Der äkte Illuminat, oderjxetkubo-wahren, unverbesserten Rituale der Illuminaten.
- (1795) Pythagoras , oder Betrachtungen-überjxetkubo-geheime Welt- und Regierungskunst.

Obras filosóficas
- (1775) De Lapsu Academiarum Commentatio Politica.
- (1786) Überjxetkubo Schrecken des Todes - eine Filosofiskerede.
- (franca) Discours Philosophique-Sur Les Frayeurs de la Mort (1788). Gallica
- (1786) Über Materialismus und Idealismus. Torino
- (1788) Geschichte der Vervollkommnung des menskliken Geschlechts.
- (1788) Überjxetkubo Gründe und Gewißheit der Menschlichen Erkenntniß.
- (1788) Überjxetkubo Kantischen Anschauungen und Erscheinungen.
- (1788) Zweifel-überjxetkubo Kantischen Begriffe tiu de von Zeit und Raum.
- (1793) Über Wahrheit und sittlike Vollkommenheit.
- (1794) Überjxetkubo Lehre von nesto Gründen und Ursachen pli tute Dinge.
- (1794) Überjxetkubo Selbsterkenntnis, ihre Hindernisse und Vorteile.
- (1797) Überjxetkubo Zwecke-oder Finalursachen.
- (1802) Überjxetkubo Hindernisse der baierisken Industrie und Bevölkerung.
- (1804) Die Leuchte des Diogenes.
- (angla) Diogenes Lamp (Tr. Amelia Gill) enkondukis de Sir Mark Bruback elektita fare de la Framasona Libro Klubo por esti gxia publikigita laboro por 2008-a (Ed. Andrew Swanlund).
- (1817) Überjxetkubo Staats-Ausgaben und Auflagen. Google Books
- (1818) Über das Besteuerungs-tiu de System.